# Joel Primack
Joel Robert Primack (* 14. Juli 1945 in Santa Barbara) ist ein US-amerikanischer Physiker und Astrophysiker. Er ist Professor an der University of California, Santa Cruz und Mitglied des Santa Cruz Institute of Particle Physics.

## Leben
Primack studierte an der Princeton University Physik mit dem Bachelorabschluss 1966 und wurde 1970 an der Stanford University bei Sidney Drell mit der Arbeit The asymptotic behavior of the elastic form-factor in field theory promoviert. 1970 bis 1973 war er Junior Fellow an der Harvard University. Ab 1983 war er Professor an der University of California in Santa Cruz.
1984 war er Gastprofessor am SLAC, 2000 und 2001 Gastwissenschaftler am Max-Planck-Institut für Physik und Astrophysik in München, 1988 Forchheimer Gastprofessor an der Hebräischen Universität in Jerusalem (und nochmals 1990), 1992 Gastwissenschaftler am Institut für Astrophysik in Paris und 1978 an der École normale supérieure.
Er ist seit 1977 mit Nancy E. Abrams verheiratet und hat eine Tochter.

## Werk
Er forschte in der Quantenfeldtheorie (Eichfeldtheorien), Elementarteilchenphysik, Astroteilchenphysik und Kosmologie (Dunkle Materie, großräumige Strukturen im Universum) und insbesondere zu Simulationen von Dunkler Materie in der Kosmologie auf Hochleistungscomputern. Er ist Direktor des High Performance AstroComputing Center der University of California (UC-HiPACC).
1982 schlug er mit Heinz Pagels das leichteste supersymmetrische Teilchen als Kandidat Dunkler Materie vor.
1984 veröffentlichte er mit Martin Rees, Sandra Moore Faber und George Blumenthal die Theorie kalter dunkler Materie (Cold Dark Matter, CDM). Etwa gleichzeitig wurden auch von anderen Astronomen wie Carlos Frenk, George Efstathiou, Simon White CDM Szenarien entwickelt.
2011 präsentierte er die Ergebnisse von Supercomputer Simulationen des LCDM (Lambda Cold Dark Matter) Szenarios für die Entstehung von Strukturen im Universum, dem Bolshoi Projekt (Bolshoi für russisch groß).
Er ist auch in der Popularisierung der Wissenschaft tätig, unter anderem als Berater des IMAX-Films Cosmic Voyage (1996), als Verfasser populärwissenschaftlicher Aufsätze und Bücher und in Zusammenarbeit mit Planetarien.

## Mitgliedschaften, Ehrungen, Politische und sonstige Aktivitäten
Er ist Fellow der American Physical Society (deren Forum Physics and Society er mit gründete und in deren Panel for Public Affairs er 2002 bis 2004 war) und der American Association for the Advancement of Science, deren Science and Human Rights Programm er mit gründete und deren Congressional Science Fellow Programm er gründete.
Er engagierte sich zusammen mit sowjetischen Wissenschaftlern und der Federation of American Scientists 1987 bis 1990 für Abrüstung. 1977 erhielt er den Forum for Physics and Society Award der APS mit Frank von Hippel für ihr Buch Advice and Dissent: Scientists in the Political Arena (Basic Books, 1974). Er war im Rat der Federation of American Scientists und Gründer der Union of Concerned Scientists.
1974 bis 1978 war er Sloan Research Fellow. 1999 erhielt er den Humboldt-Forschungspreis. 2016 erhielt Primack den Leo Szilard Lectureship Award, für 2020 wurde ihm der Julius-Edgar-Lilienfeld-Preis zugesprochen, für 2024 der AAAS Philip Hauge Abelson Prize.
1979 bis 1980 beriet er die Kommission zur Untersuchung des Reaktorunfalls in Three Mile Island.

## Schriften
- mit Nancy Abrams The view from the center of the universe: Discovering Our Extraordinary Place in the Cosmos, Riverhead/Penguin 2006
- mit Nancy Abrams The new universe and the human future: How a Shared Cosmology Could Transform the World, Yale University Press 2011